# Paul Schmiedlin
Paul Schmiedlin (ur. 2 czerwca 1897 w Bazylei, zm. 2 lipca 1981 w Bernie) – szwajcarski piłkarz grający na pozycji pomocnika.

## Kariera klubowa
Przez całą karierę reprezentował FC Bern. Zadebiutował w tym klubie w wieku 16 lat. W 1926 zakończył karierę ze względu na chorobę serca.

## Kariera reprezentacyjna
W latach 1920–1925 rozegrał 28 spotkań w reprezentacji Szwajcarii. W 1924 zagrał w 5 meczach na igrzyskach olimpijskich, na których szwajcarska kadra zdobyła srebrny medal.